# Gustav Malja

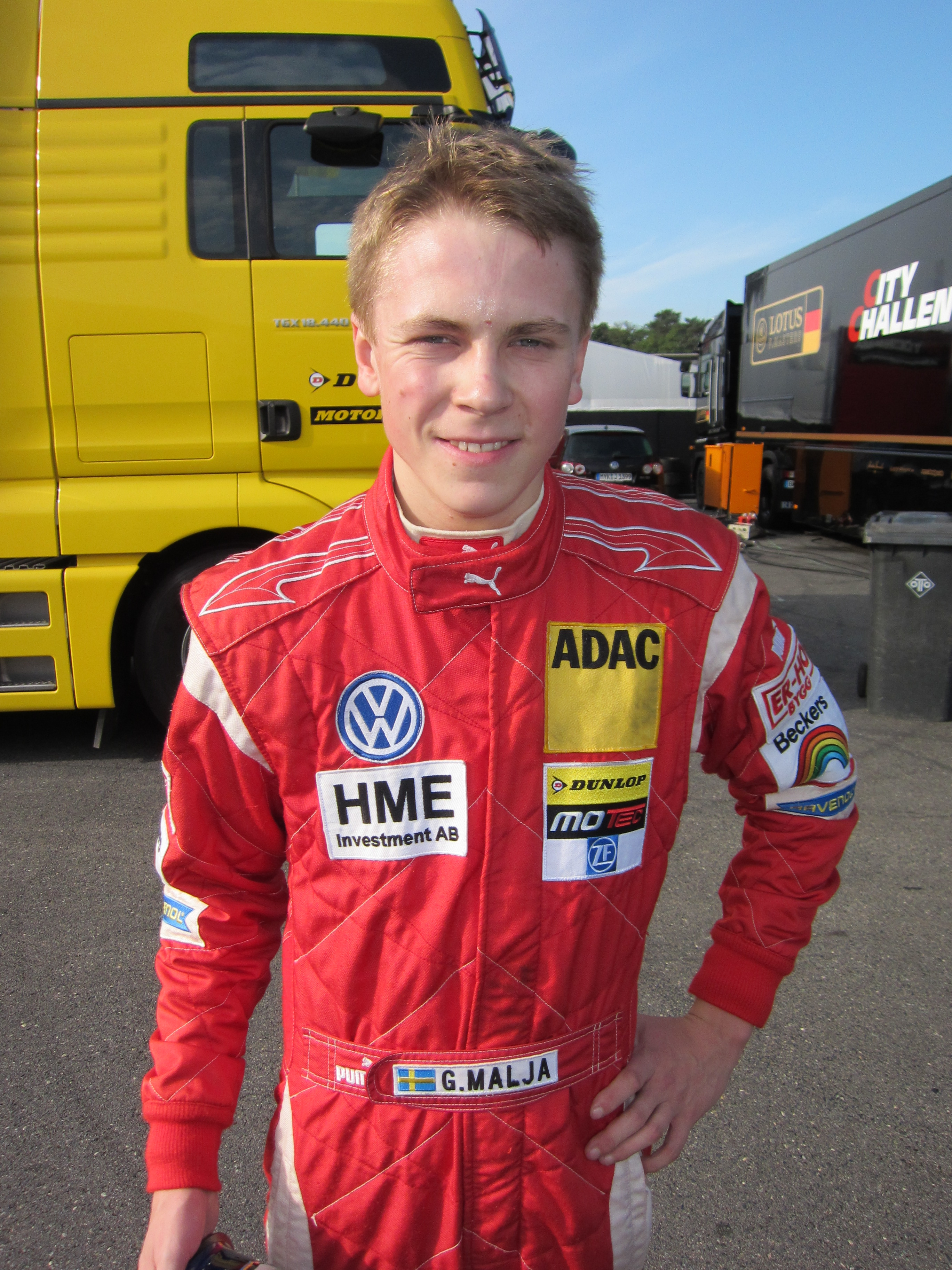
Gustav Malja in 2012

Gustav Malja (Malmö, 4 november 1995) is een Zweeds autocoureur.

## Carrière
Malja begon zijn autosportcarrière in het karting in 2006 in de Formule Micro, waar hij in 2007 de Gunnar Nilsson Memorial Trophy won. In 2009 won hij de Gothenburg Grand Prix, een van de grootste kartraces in het land, en werd hij Zweeds kampioen in de KF3-klasse. In 2010 reed hij in verschillende Europese wedstrijden, waaronder het CIK-FIA European Championship, dat hij als 22e afsloot.
In 2011 maakte Malja de overstap naar het formuleracing, waarbij hij in de ADAC Formel Masters voor het team Neuhauser Racing reed. Hij behaalde zijn eerste podiumplaats op het TT Circuit Assen met een derde plaats achter Emil Bernstorff en Lucas Wolf en eindigde hierdoor als dertiende in het kampioenschap met 69 punten. In 2012 bleef hij voor Neuhauser rijden en behaalde drie overwinningen op de Sachsenring en de Nürburgring. Met dertien andere podiumplaatsen eindigde hij achter Marvin Kirchhöfer als tweede in het kampioenschap met 307 punten.
In 2013 stapte Malja over naar de Eurocup Formule Renault 2.0, waarin hij voor het team Josef Kaufmann Racing uitkwam. Hij kende een moeilijk seizoen, waarin hij slechts door een achtste plaats op het Circuit Paul Ricard met vier punten als twintigste in het kampioenschap eindigde. Tevens reed hij voor Kaufmann in drie van de zeven raceweekenden in de Formule Renault 2.0 NEC, waarin hij door podiumplaatsen op de Nürburgring en het Autodrom Most als vijftiende eindigde met 98 punten.
In 2014 bleef Malja voor Kaufmann rijden, met volledige programma's in zowel de Eurocup als de NEC. In de Eurocup verbeterde hij zich naar een twaalfde plaats in het kampioenschap met 49 punten, met een vierde plaats op de Hungaroring als beste resultaat. In de NEC behaalde hij twee overwinningen op de Hockenheimring en de Nürburgring en eindigde hierdoor als vijfde in het kampioenschap met 193 punten. Aan het eind van het jaar werd hij uitgeroepen tot 'Driver of the Year' door de Performance Academy van het Formule 1-team McLaren.
In 2015 stapte Malja over naar de Formule Renault 3.5 Series, waarin hij voor het team Strakka Racing ging rijden. Daarnaast stapte hij dat jaar tijdens het raceweekend op Spa-Francorchamps in bij het team Trident Racing in de GP2 Series als vervanger van de zieke René Binder. Tijdens de laatste twee raceweekenden op het Bahrain International Circuit en het Yas Marina Circuit stapt hij in voor het team Rapax als vervanger van de geblesseerde Robert Vișoiu.
In 2016 stapte Malja fulltime over naar de GP2, waar hij opnieuw uitkwam voor het team Rapax naast Arthur Pic. In de tweede helft van het seizoen behaalde hij twee podiumplaatsen op Spa-Francorchamps en het Autodromo Nazionale Monza en werd zo dertiende in de eindstand met 53 punten.
In 2017 blijft Malja actief in de GP2, dat de naam veranderd heeft in Formule 2. Hij komt uit voor het team Racing Engineering.